# Gène Hanssen
Gène Hanssen (ur. 9 stycznia 1959) – holenderski piłkarz występujący na pozycji obrońcy.

## Kariera klubowa
Od 1978 do 1994 roku występował w klubach Roda JC, Verdy Kawasaki i VVV Venlo.